# Armistice de Foligno
L'armistice de Foligno marque la fin de la République parthénopéenne.
Après l'abandon de Naples par les troupes napoléoniennes, et l'armistice de Trévise conclu par les Autrichiens (15 janvier 1801), les Napolitains se retrouvèrent seuls à continuer la guerre contre les Britanniques et les partisans du cardinal Ruffo. Ils furent contraints par Joachim Murat de signer un armistice de 30 jours le 9 février 1801 (20 pluviôse) et durent déposer les armes.